# Seznam členů Prozatímního Národního shromáždění republiky Československé
Toto je seznam členů Prozatímního Národního shromáždění republiky Československé, kteří zasedali v tomto zákonodárném sboru Československa od jeho ustavení v roce 1945 do konce volebního období, tedy do parlamentních voleb v roce 1946.

## Abecední seznam poslanců
Včetně poslanců, kteří nabyli mandát až dodatečně jako náhradníci (po rezignaci či úmrtí předchozího poslance). V závorce uvedena stranická příslušnost. V případě, že poslanec kromě politické strany zastupoval i společenskou organizaci, je to uvedeno za lomítkem.

### A - H
- JUDr. Čestmír Adam (ČSNS/SČM)
- Peter Babej (UNR)
- Karol Bacílek (KSS)
- Jozef Baláž (JZSR)
- Antonín Bartoš (ČSNS)
- Štefan Bašťovanský (KSS)
- JUDr. Ján Beharka (DS, pak Strana slobody)
- MUDr. Jan Bělehrádek (ČSSD)
- Adéla Bělíková (ČSSD)
- JUDr. Samuel Belluš (DS)
- Ľudovít Benada (KSS)
- Dr. Ing. Štěpán Benda (ČSL)
- Ján Bendík (DS)
- JUDr. Vilém Bernard (ČSSD)
- Ladislav Blaha (KSČ)
- Pavol Blaho (DS, pak Strana slobody)
- JUDr. Vladimír Brežný (DS)
- Jan Brukner (ČSL)
- Jaroslav Břicháček (ČSNS)
- JUDr. Bohumír Bunža (ČSL)
- MUDr. Rudolf Bureš (KSČ)
- JUDr. Gustav Burian (ČSNS)
- Josef Caňkář (ČSNS)
- Ladislav Cígler (ČSSD)
- Václav Cipro (ČSSD/ÚRO)
- JUDr. Vladimír Clementis (KSS)
- Andrej Cvinček (DS)
- František Čáp (KSS)
- JUDr. Ján Čech (KSS)
- Jan Černo (ČSSD)
- Vladimír Červenka (ČSL)
- Josef Čihák (KSČ)
- Lumír Čivrný (KSČ)
- Alois Čížek (ČSNS)
- Marek Čulen (KSS/JZSR)
- Vojtech Daubner (KSS)
- Josef David (ČSNS)
- Václav David (KSČ)
- Bohuslav Deči (ČSNS)
- Jan Děd (ČSNS/ÚSO)
- František Desenský (ČSL)
- JUDr. Jaromír Dolanský (KSČ)
- JUDr. Dominik Drgoň (DS)
- JUDr. Prokop Drtina (ČSNS)
- JUDr. Ivo Ducháček (ČSL)
- Július Ďuriš (KSS)
- Ferdinand Dvorín (KSS/ÚOZS)
- Evžen Erban (ČSSD/ÚRO)
- JUDr. Vojtěch Erban (ČSSD)
- JUDr. Michal Falťan (KSS)
- Ján Ferjak (DS)
- MVDr. Mikuláš Ferjenčík (bezpartijní)
- Zdeněk Fierlinger (ČSSD)
- Ing. Kornel Filo (DS)
- Julius Firt (ČSNS)
- Antonín Fránek (ČSL)
- Rudolf Fraštacký (DS)
- JUDr. Eduard Friš (KSS)
- Eduard Fusek (ČSL/ÚSO)
- Jarmila Gerlichová-Petrusková (KSČ)
- Ing. Ján Gonda (KSS/kult. a věd.)
- Vladimír Görner (ČSSD)
- Robert Gottier (KSS)
- Antonín Gottwald (ČSSD)
- Klement Gottwald (KSČ)
- Jiří Hájek (ČSSD/SČM)
- František Hála (ČSL)
- František Halas (KSČ)
- Jan Harus (KSČ)
- František Hatina (ČSSD)
- Vladimír Haviar (DS)
- Jaroslav Hladký (ČSSD)
- JUDr. Karel Hlaváček (ČSSD)
- PhDr. Václav Hlavatý (ČSNS)
- JUDr. Ladislav Hobza (ČSNS)
- Anežka Hodinová-Spurná (KSČ)
- JUDr. Fedor Hodža (DS)
- Josef Holcman (ČSL)
- Ladislav Holdoš (KSS)
- Václav Holub (ČSSD)
- Evžen Holuša (KSČ)
- Ota Hora (ČSNS)
- JUDr. Milada Horáková (ČSNS)
- JUDr. Ivan Horváth (KSS)
- Jozef Horváth (DS)
- Alois Hořínek (ČSL)
- Elena Hroboňová (KSS/ZSŽ)
- Františka Hrušovská (KSS)
- JUDr. Antonín Hřebík (ČSNS/ÚNTV)
- JUDr. Gustáv Husák, CSc. (KSS)
- Karol Hušek (DS)

### CH - R
- Cyril Charvát (ČSL)
- Jan Chomutovský (ČSL)
- Martin Chudý (DS)
- JUDr. prof. Václav Chytil (ČSL)
- Ing. Alois Janáček (ČSL)
- Josef Janouš (KSČ)
- František Jedlička (ČSNS/ÚRD)
- Oskár Jeleň (KSS)
- Ing. doc. Štěpán Ješ (ČSNS)
- Peter Jilemnický (KSS)
- Josef Jirásek (KSČ)
- Jaromír Jodas (ČSSD)
- JUDr. Oldřich John (ČSSD)
- JUDr. Matej Josko (DS)
- František Jungman (KSČ/ÚRO)
- Anna Jungwirthová (ČSSD)
- Josef Jura (KSČ/ÚRO)
- MUDr.Ing. Karel Kácl, DrSc.prof. (ČSNS)
- František Kaďůrek (ČSL)
- Ing. Jaromír Kafka (ČSSD/JSČZ)
- Alfred Kaleta (KSČ)
- Ing. doc. Ladislav Kameníček (ČSNS)
- František Kaplan (ČSSD)
- Jan Kazimour (KSČ)
- JUDr. Jan Kellner (ČSL)
- JUDr. Ján Kempný (DS)
- František Klátil (ČSNS)
- PhDr. Vladimír Klecanda (ČSNS)
- Julius Klimek (ČSL)
- Augustin Kliment (KSČ)
- Ondrej Klokoč (KSS)
- Štěpán Kobylka (ČSNS)
- JUDr. Štefan Kočvara (DS)
- Václav Konopa (ČSSD)
- Josef Konvalina (ČSL)
- Ing. Jan Kopecký (ČSL)
- Václav Kopecký (KSČ)
- Bedřich Kostelka (ČSL)
- Vladimír Koucký (KSČ)
- Josef Kout (ČSNS)
- RNDr. Vladimír Krajina (ČSNS)
- PhDr. Bohuslav Kratochvíl (ČSSD)
- Josef Krosnář (KSČ)
- František Křepela (ČSNS)
- František Kubač (KSS)
- Josef Kubát (ČSSD/ÚRO)
- František Kubíček (KSČ)
- Karel Kubín (KSČ)
- Martin Kulich (DS)
- Štefan Kušík (KSS/ÚOZS)
- MVDr. Martin Kvetko (DS)
- František Langr (ČSNS)
- Bohumil Laušman (ČSSD)
- Jaroslav Ledl (KSČ/JSČZ)
- Jozef Lettrich (DS)
- Jozef Lietavec (KSS)
- Ján Lichner (DS)
- Josef Limpouch (ČSL)
- Jaroslav Lindauer (ČSSD/ÚRO)
- Josef Litera (ČSNS)
- Gustav Loubal (ČSNS)
- Božena Machačová-Dostálová (KSČ)
- Antonín Machát (ČSSD)
- Karel Maiwald (ČSSD)
- Václav Majer (ČSSD)
- Stanislav Maleček (ČSSD)
- Valentín Matrka (DS/JZSR)
- Július Maurer (KSS)
- Ján Mazúr (KSS)
- Josef Míčka (ČSSD/JSČZ)
- Ing. Gabriel Michalič (UNR)
- Václav Mikuláš (ČSNS/JSČZ)
- Jozef Mjartan (DS/JZSR)
- MVDr. Jan Moravec (ČSL)
- Jaroslav Mráček (KSČ/ÚSŘ)
- František Mráz (KSČ)
- Michal Múdry-Šebík (DS)
- PhDr. Zdeněk Nejedlý, akad. (KSČ)
- Josef Nepomucký (KSČ/JSČZ)
- Jindřich Nermuť (ČSL)
- Alois Neuman (ČSNS)
- F. Pravoslav Nosek (ČSSD)
- Václav Nosek (KSČ)
- Josef Novák (ČSL/ÚRO)
- Stanislav Novák (ČSNS/JSČZ)
- Ladislav Novomeský (KSS)
- František Novotný (ČSL/JSČZ)
- Jan Novotný (ČSSD)
- Ján Oliva (KSS)
- Štefan Ondrušek (KSS)
- Tomáš Oravec (KSS)
- Rudolf Paleček (KSČ)
- JUDr. Božena Pátková (ČSNS)
- Jaroslav Pavlán (ČSSD)
- Vojtěch Pavlásek (KSČ/ÚNTV)
- PhDr. Ondrej Pavlík (KSS)
- Vilém Pavlík (ČSL)
- Josef Peňáz (ČSL/JSČZ)
- Ferdinand Peroutka (ČSNS)
- Jindřich Pešák (KSČ)
- JUDr.prof. Zdeněk Peška (ČSSD)
- Alois Petr (ČSL)
- JUDr. Ivan Pietor (DS)
- Miroslav Pich-Tůma (KSČ/SČM)
- doc. PhDr. Milan Pišút (DS/kult. a věd.)
- Pavol Pláňovský (DS)
- Dr., h. c. Josef Plojhar (ČSL)
- Vladimír Podborský (ČSSD)
- Milan Polák (DS)
- Josef Polomský (ČSL)
- Mária Poloncová (DS/ZSŽ)
- JUDr. Adolf Procházka (ČSL)
- Bedřich Procházka (KSČ)
- Karel Procházka (ČSL)
- František Přeučil (ČSNS)
- Vladimíra Přibylová (ČSSD)
- JUDr. Ján Púll (KSS)
- PhDr. Hubert Ripka (ČSNS)
- JUDr. Ivan Roháľ-Iľkiv (UNR)
- Bohumil Rolek (ČSL)
- JUDr. Jaroslav Řehulka (ČSL)

### S - Z
- Pavel Sajal (ČSSD/ÚSŘ)
- Miroslav Sedlák (ČSSD)
- Ladislav Skaunic (ČSSD)
- Marie Skuhrovcová (ČSL)
- Rudolf Slánský (KSČ)
- JUC. Dušan Slávik (DS/ZSM, pak Strana slobody)
- Oldřich Smejkal (ČSSD)
- Marek Smida (KSS)
- Jura Sosnák-Honzák (KSČ)
- Gustav Souček (KSČ)
- Alois Soukup (ČSL)
- Jan Sova (ČSL/ÚRO)
- Josef Straňák (ČSSD)
- JUDr. Jaroslav Stránský (ČSNS)
- Rudolf Strechaj (KSS)
- Ing. Jozef Styk (DS)
- Ján Svítok (KSS)
- Rudolf Svoboda (KSČ)
- Ernest Sýkora (KSS/ZSM)
- Ing. Jindřich Synek (ČSL)
- Jozef Šabršula (DS, pak Strana práce)
- Ľudovít Šenšel (DS)
- JUDr. Ján Ševčík (DS)
- JUDr. Augustin Šíp (ČSNS)
- Viliam Široký (KSS)
- Barbora Škrlantová (KSČ)
- Otto Šling (KSČ)
- Jaroslav Šmehlík (ČSL)
- Karol Šmidke (KSS)
- Jaroslav Šolc (KSS)
- JUDr. Jozef Šoltész (KSS)
- ThDr.h.c. Jan Šrámek, Msgre. (ČSL)
- MUDr. Vavro Šrobár (DS, pak Strana slobody)
- František Štambachr (ČSL)
- JUDr. Ivan Štefánik (DS)
- Karel Štekl (KSČ)
- Bohumil Štěpán (ČSL)
- Josef Štětka (KSČ)
- Marie Švermová (KSČ)
- Josef Tesla (KSČ)
- Vladimír Tichota (ČSNS)
- Václav Tichý (ČSNS)
- Vojtech Török (DS)
- Jozef Trojan (KSS)
- Marie Trojanová (ČSL)
- Antonín Trubecký (ČSSD)
- Mária Turková (KSS)
- František Tymeš (ČSSD)
- PhDr. František Uhlíř (ČSNS)
- Jarmila Uhlířová (ČSNS)
- Josef Ulrich (ČSNS)
- Bohumil Urbánek (ČSNS)
- Ján Ursíny (DS)
- Ján Ušiak (KSS)
- Karel Václavů (KSČ)
- Antonín Vála (ČSNS)
- Martin Valachovič (KSS)
- Jozef Vallo (KSS)
- Bohumil Váňa (ČSL)
- Antonín Vandrovec (ČSNS/ÚRO)
- Jan Vaněk (ČSSD)
- Čeněk Vašek (ČSSD)
- Leopold Vaverka (ČSSD/ÚNTV)
- František Větr (ČSSD)
- RNDr. Josef Veverka (ČSSD)
- Pavol Viboch (DS)
- Josef Vičánek (ČSL)
- Alexander Vido (DS)
- Blažej Vilím (ČSSD)
- František Víšek (ČSL)
- Jan Vodička (KSČ)
- Emil Vojanec (ČSL/ÚRO)
- RNDr. Alois Vošahlík (ČSL)
- Jaroslav Vyškovský (DS)
- Emil Weiland (ČSNS)
- Gejza Weiss (DS/ÚOZS)
- Otakar Wünsch (ČSNS/ÚRO)
- Antonín Zápotocký (KSČ/ÚRO)
- Dr. Ing. Peter Zaťko (DS)
- Viktor Zavacký (UNR)
- Rostislav Závodský (KSČ)[1][2]
- Karel Zeman (ČSNS)
- Františka Zeminová (ČSNS)
- PhDr. Petr Zenkl (ČSNS)
- JUDr. Michal Zibrín (DS)
- Helena Zimáková (KSČ)
- Antonín Zmrhal (KSČ/ÚRO)
- František Zupka (KSS/ÚOZS)
- Jaromíra Žáčková-Batková (ČSNS)
- Peter Židovský (UNR)
- Andrej Žoldoš (DS)